# Kloster Havuts Tar

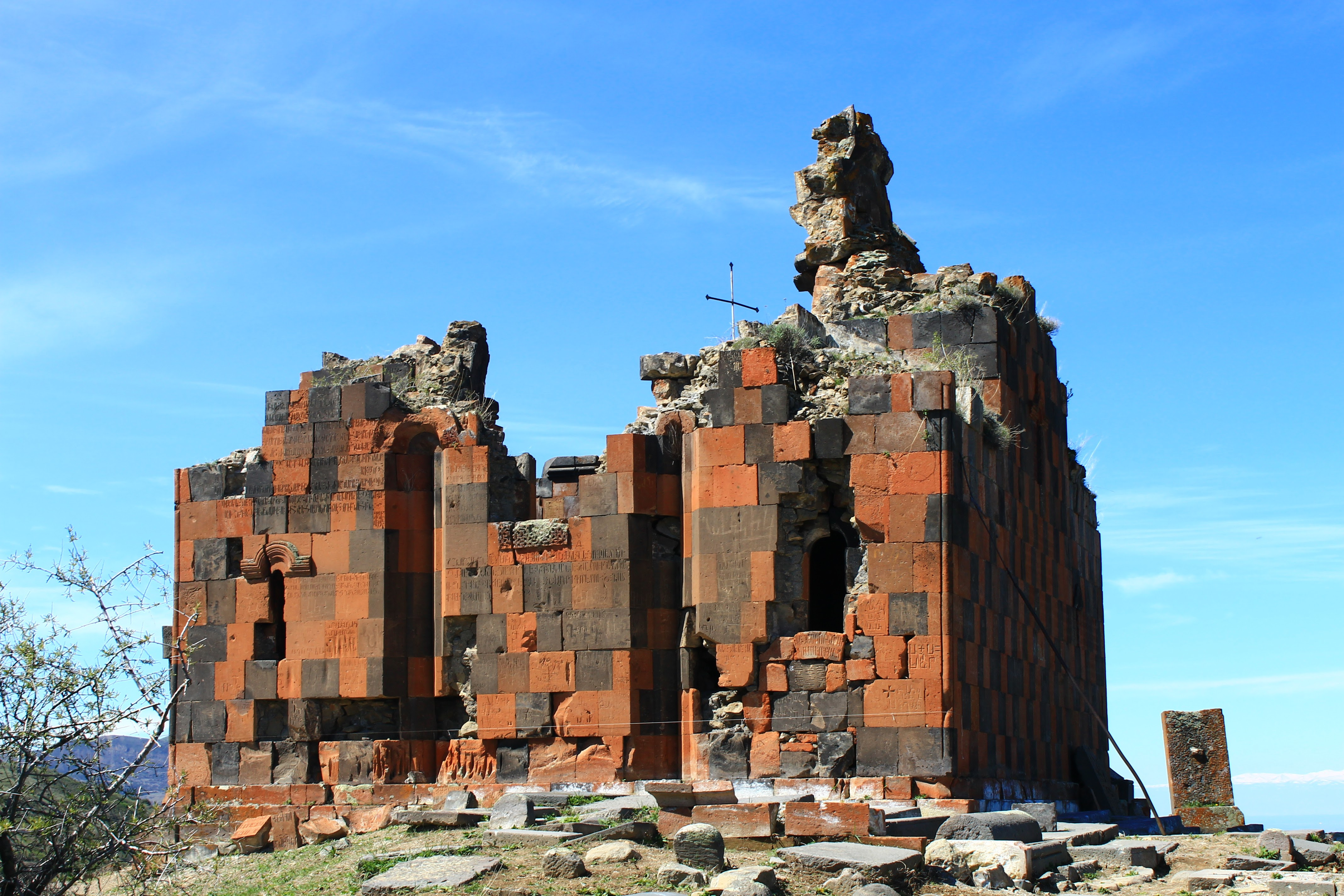
Die Ruine der Hauptkirche von Kloster Havuts Tar

Das Kloster Havuts Tar (auch: armenisch Հավուց Թառ Վանք Hawuz Tar Wank; „Allerheiligenkloster“) ist ein ehemaliges Kloster der Armenischen Apostolischen Kirche in der armenischen Provinz Kotajk. Die Ursprünge des Klosters gehen auf das aus dem 11. bis 13. Jahrhundert zurück. Im Jahr 1679 wurde es durch ein Erdbeben zerstört. Heute ist es eine Ruine.

## Lage
Das Kloster liegt im Chosrow-Reservat. Dort wurde es auf dem Gipfel einer Anhöhe am linken Ufer des Flusses Azat errichtet. Am anderen Flussufer liegen die Dörfer Goght sowie die Kleinstadt Garni. In Sichtweite befindet sich zudem der Tempel von Garni.

## Baubeschreibung

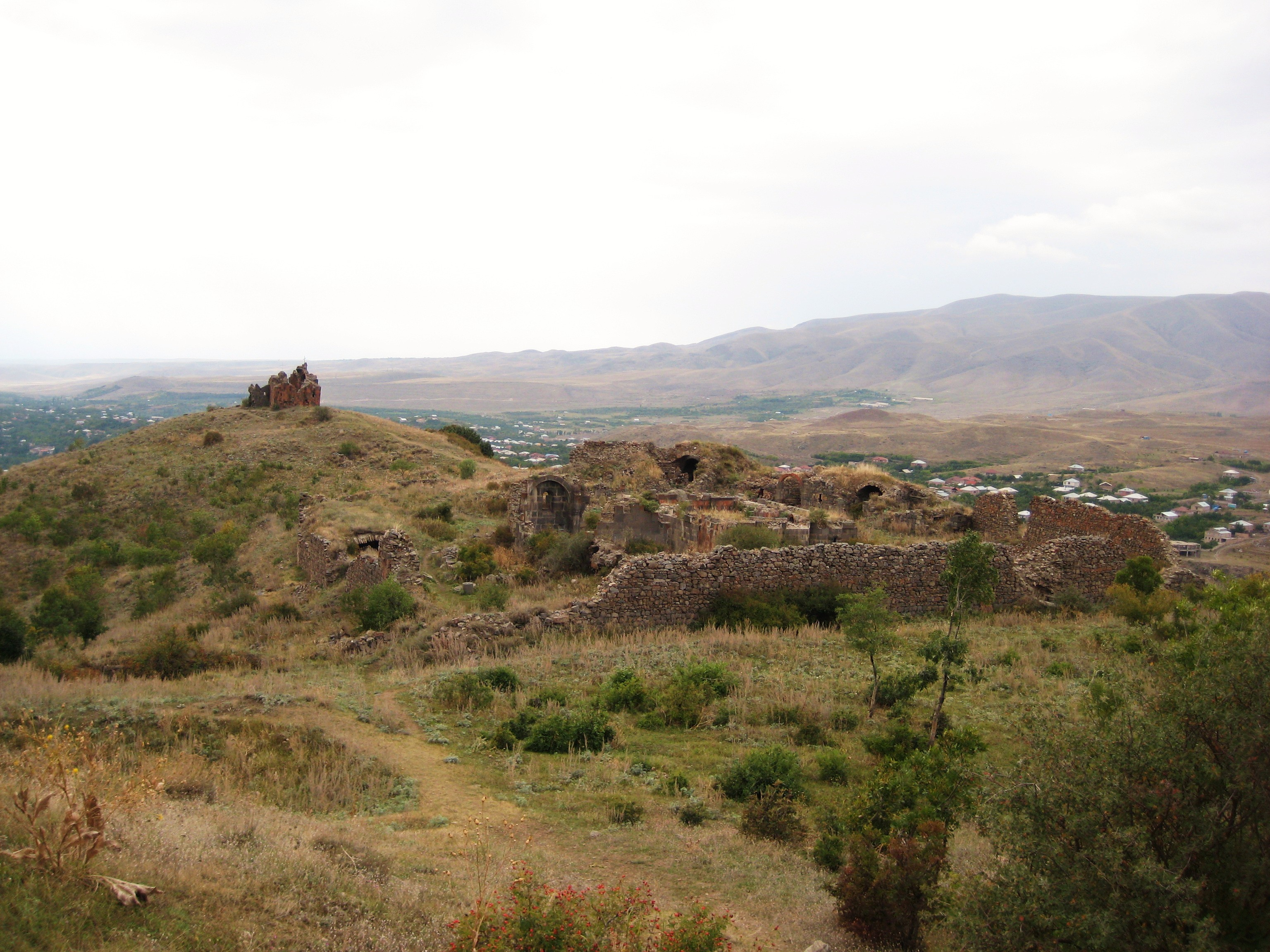
Der von Mauern umgebene Klosterkomplex

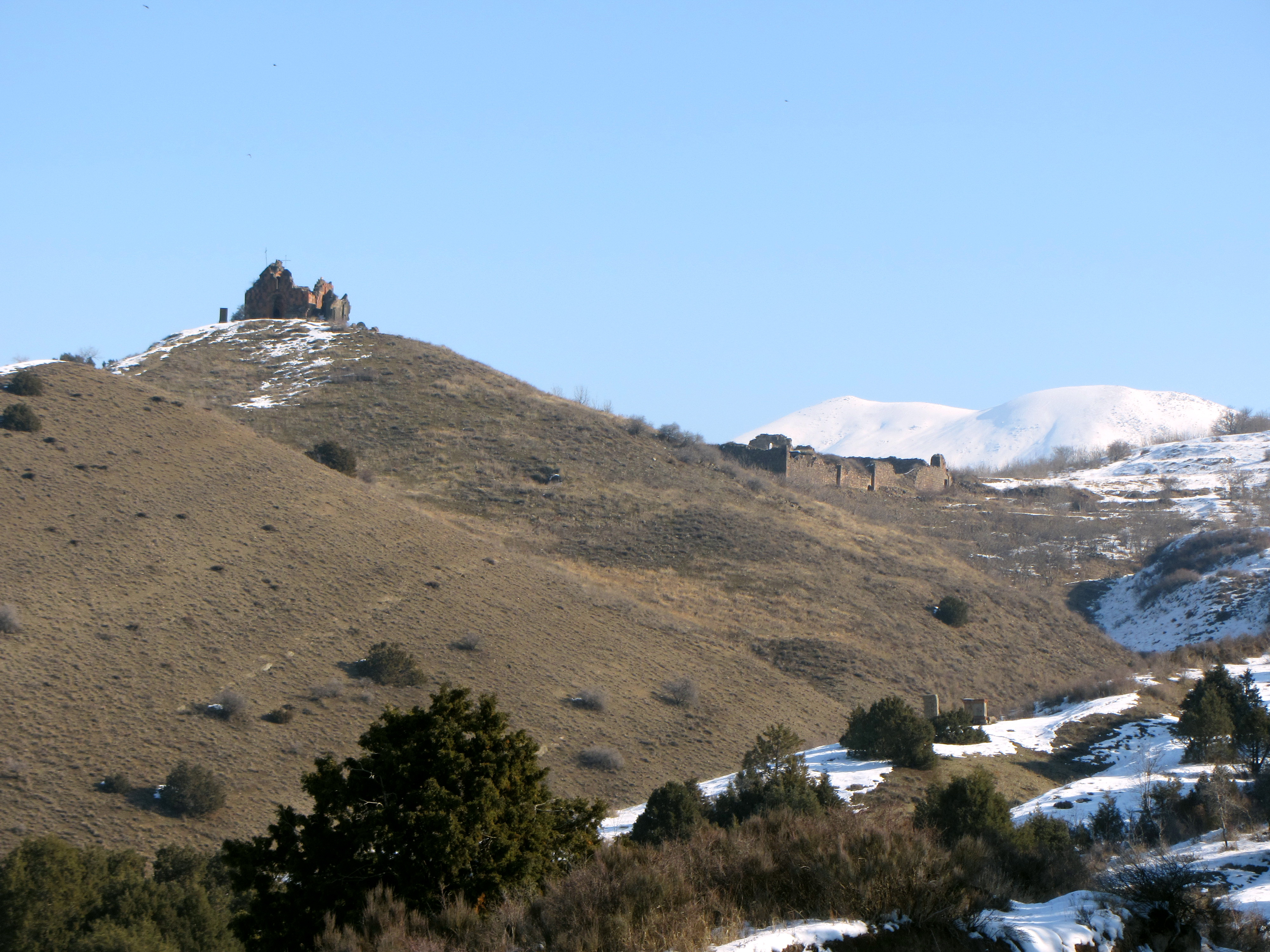
Die Hauptkirche Surb Amenaprkich steht auf einer Anhöhe westlich des Klosters

Der Klosterkomplex ist von Verteidigungsmauern umgeben. Der Zugang zum Kloster erfolgt durch einen gewölbten Eingang an der südöstlichen Ecke. Es besteht aus zwei Kirchen im Zentrum (der relativ intakten Hauptkirche und den Ruinen einer anderen, an sie angrenzenden Kirche) im Zentrum des Areals, den Ruinen eines Gawits und den von Ruinen weiterer Gebäude. In Teilen erhalten blieben überwölbte Gästeräume und eine große unterirdischer Kammer an der Südwand, die wahrscheinlich als Manuskriptbibliothek diente.
Die Hauptkirche Surb-Amenaprkich-Kirche ist eine Kreuzkuppelkirche. Der zentrale Kirchenraum ist von einer (heute zerstörten) Kuppel mit einem zylindrischen Tambour bekrönt. Sie steht auf einer Anhöhe westlich des Klosters. Das Bauwerk ist reich mit Steinmetzarbeiten verziert. Ihr einziger Zugang befindet sich im Westen des Bauwerks. In den vier Ecken des Gebäudes gibt es Kapellen. Die Apsis an der Ostwand.hat zwei kleine Ziernischen und ein Fenster. Im Zentrum der Apsis steht der Altar auf einer erhöhten Position. An den südlichen und westlichen Außenwänden blieben einige Inschriften erhalten.
Der Großteil der Bauten wurde vom 12. bis 14. Jahrhundert errichtet. Sie bestehen aus roten und schwarzen Tuffsteinen. Im Kloster blieb ein reicher Fundus an Inschriften und  Steinmetzarbeiten aus der Frühzeit des Klosters erhalten.
Auf dem Weg zum Kloster und auf dem Areal selbst stehen viele Chatschkare (kunstvoll behauene Gedächtnissteine mit einem Reliefkreuz in der Mitte, das von geometrischen und pflanzlichen Motiven umgeben ist). Sie gelten als kunsthistorisch besonders wertvoll. Einer von ihnen wird im Historischen Museum von Jerewan als einer der zehn wichtigsten Chatschkare des Landes gezeigt.

## Geschichte
Havuts Tar war im frühen Mittelalter eines der wichtigsten religiösen und kulturellen Zentren Armeniens.
An der Westseite außerhalb des Klosters auf einer Anhöhe liegt die Haubtkirche Surb Amenaprkich (Heiland-Kirche). Nach Angaben des Historikers Mkhitar Airivanetsi ließ ein armenischer Fürst namens Gevorg Marzpetouni  im 10. Jahrhundert errichten. Im 11. Jahrhundert war sie offenbar schwer beschädigt, da sie der junge Grigor Pahlavuni (ca. 990–1058), Sohn des Herrn von Bjni, 1013 wieder aufbauen ließ. Grigor machte nach der Eroberung Armeniens im Byzantinischen Reich Karriere, wurde Megas Doux Gouverneur der Provinz von Edessa und ging als „Grigor Magistros“ in die Geschichte ein. Grigor gründete auch das Kloster Ketscharis in Zaghkadsor.
Verbunden mit der Kirche ist eine Legende, nach der es dem Klostervorsteher während einer Invasion der Seldschuken gelang, den Feind davon zu überzeugen, dass er diejenigen, die im Kirche Zuflucht finden, verschonen solle. Viele dem Tod geweihte Menschen begaben sich daraufhin in das Kloster, verließen es durch einen Geheimgang und wurden so gerettet.
Die Kapelle St. Karabet (Johannes der Täufer) wurde 1213 errichtet.
Im Jahr 1679 wurde der gesamte Klosterkomplex durch ein Erdbeben zerstört. Katholikos Astvatsatur Hamadantsi gab 1724 den Bau der Surb-Karabet-Kirche in Auftrag. Für ihren Bau auf den Ruinen der gleichnamigen Kapelle wurden Steine der Ruine des Gawit und der Surb-Amenaprkich-Kirche verwendet. Die Kirche blieb jedoch unvollendet. Im 18. Jahrhundert wurde eine Mauer um die Hauptgebäude des Klosterkomplexes errichtet. Heute ist das Kloster eine Ruine. Die Kuppel der Kirche, ein Teil ihrer Rückwand und die Kapelle sind zerstört. Im frühen 20. Jahrhundert fanden einige Restaurierungsarbeiten statt.